# Traseologia (archeologia)
Traseologia – metoda badawcza, stosowana w archeologii, polegająca na poszukiwaniu i analizie śladów powstałych na przedmiotach wykorzystywanych w przeszłości. Za pioniera tego typu badań uznaje się radzieckiego archeologa Siergieja A. Semenowa który opracował ich podstawy teoretyczne w 1957 roku (z późniejszym tłumaczeniem na język angielski w 1964 roku.). Początkowo traseologia była silnie osadzona w nurcie archeologii procesualnej, obecnie natomiast powszechnie przyjmowany jest paradygmat postprocesualny. Kluczowym jej elementem jest wykorzystanie podejścia biograficznego. Analizowane zabytki mogą być wykonane przykładowo z: krzemienia (oraz szkła wulkanicznego), wybranych surowców kamiennych, srebra, ołowiu, miedzi i jej stopów, ceramiki, kości oraz poroża.

## Badania eksperymentalne
Elementem niezbędnym w przeprowadzeniu badań traseologicznych jest zastosowanie metody eksperymentalnej. Z pomocą bazy referencyjnej istnieje możliwość rozpoznania śladów powstałych na artefaktach. Wyróżnione są dwa typy doświadczeń wykorzystywane w traseologii:
- Eksperymenty aktualistyczne, polegające na rekonstrukcji działań lub sytuacji które mogłyby mieć miejsce w przeszłości. Zastosowane w tego typu doświadczeniach repliki służą analogie do materiałów funkcjonujących w pradziejach.
- Eksperymenty laboratoryjne, skupiają się wyłącznie na replikowaniu i badaniu śladów powstałych na reprodukcjach artefaktów[4].

## Procedura badawcza

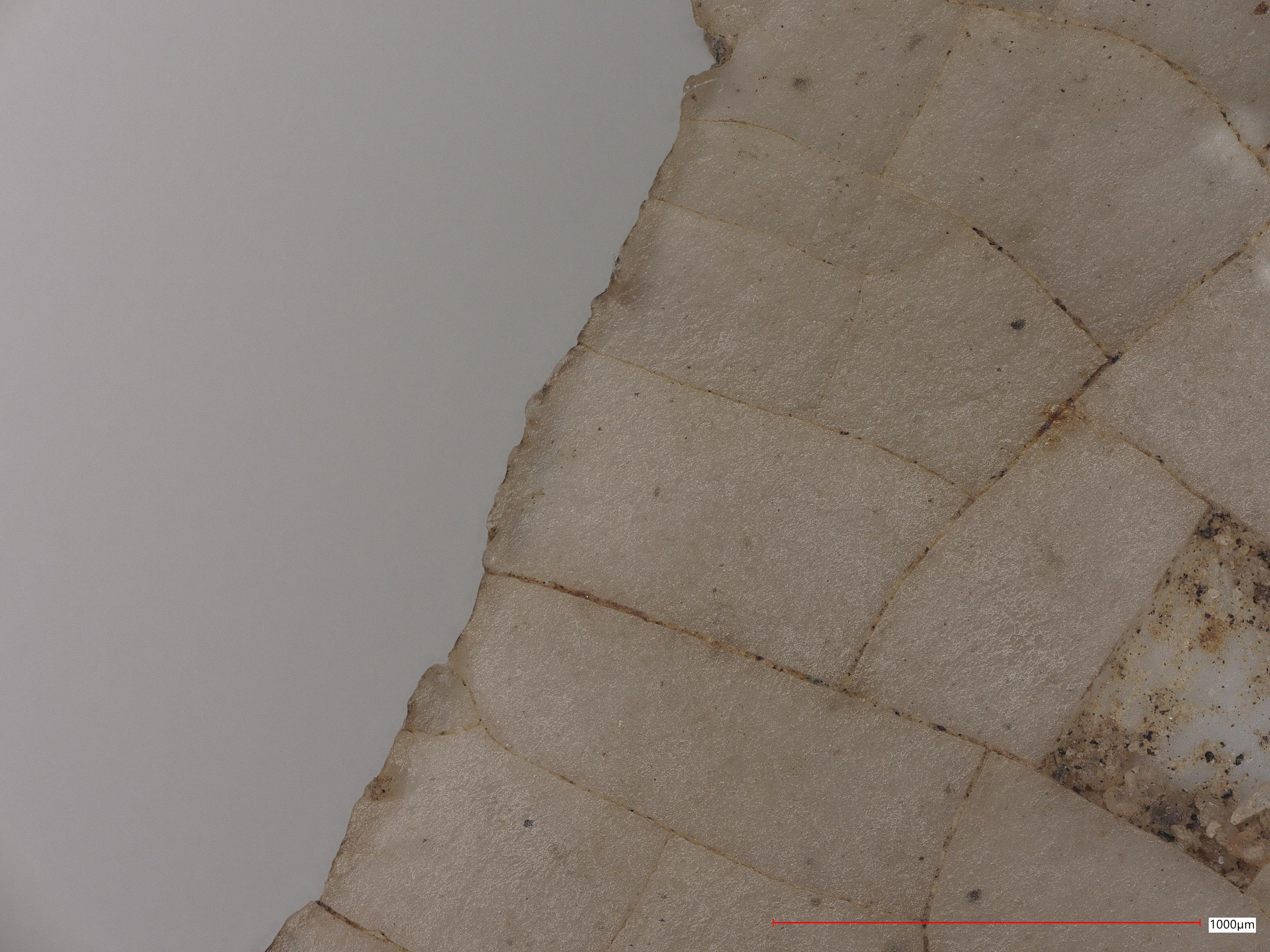
Przykład analizy mikroskopowej. Krawędź przepalonego krzemiennego wióra.

Do analiz traseologicznych najczęściej wykorzystywane są mikroskopy działające na zasadzie światła odbitego takie jak: stereoskopowe, metalograficzne oraz cyfrowe. Badacze w wielu przypadkach wykorzystują zróżnicowany zestaw optyki oraz przybliżeń do badań wybranych artefaktów w celu pozyskania możliwe dużej ilości danych. Istotnym elementem na który trzeba zwracać uwagę w przypadku wykonywania obserwacji jest stan zachowania zabytku często ulegający drastycznym zmianom nie tylko wskutek przechowywania ale również podczas konserwacji oraz eksploracji i wydobycia przedmiotu. Z tego powodu badacz musi wykazać się ostrożnością i szeroką znajomością kontekstu zabytku w trakcie wykonywania analiz.